# Perenič
Perenič je priimek več znanih Slovencev:
- Anton Perenič (*1941), pravni filozof, univ. profesor
- Gorazd Perenič (1973), pravnik
- Janez Perenič (1906, Novo mesto–1948, Ljubljana?), učitelj, politični delavec, narodni heroj, španski borec, taboriščnik
- Jože Perenič, žrtev Dachavskih procesov
- Lidija Koman Perenič (*1945), pravnica
- Urška Perenič (*1982), nemcistka, slovenistka, literarna zgodovinarka, univ. profesorica, urednica